# El ruiseñor (ópera)

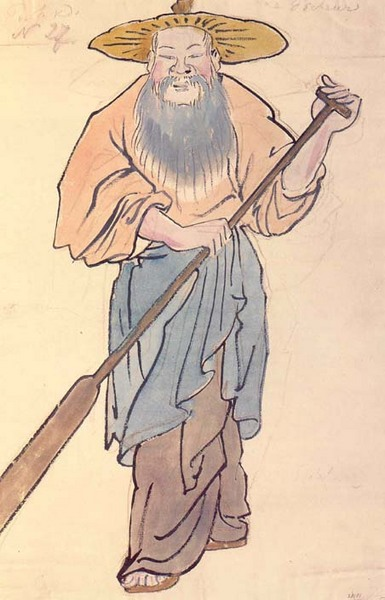
El pescador, traje diseñado por Alexandre Benois.

El ruiseñor (en ruso: Соловей, en francés: Le rossignol) es una ópera rusa del género conte lyrique en tres actos con música de Ígor Stravinski. Se conoce normalmente por su título en francés. El libreto, basado en el cuento El ruiseñor, de Hans Christian Andersen, fue escrito por el compositor y Stepán Mitúsov.

## Historia
Stravinski había empezado a trabajar en la ópera en 1908. Había ya terminado el primero de los tres actos que componen la ópera cuando, en el año 1910, recibió un encargo por parte de Serguéi Diáguilev. El empresario, que ya había podido apreciar la capacidad del compositor ruso en el Scherzo fantastique y Feu d'Artifice, le confió la partitura de El pájaro de fuego para los Ballets Rusos, encargo que Stravinski aceptó inmediatamente. El ruiseñor quedó así abandonado durante varios años. Después completó otros dos grandes ballets para Diáguilev, Petrushka y La consagración de la primavera. 
En el año 1914, sin embargo, Stravinski recibió, del Teatro Libre de Moscú, el encargo para terminar la partitura de El ruiseñor. Dudaba un poco Stravinski y no sabía si aceptar o no tal encargo. Cuatro años, desde el punto de vista musical, no son muchos, pero Stravinski era consciente de que, después de sus grandes éxitos El pájaro de fuego, Petrushka y La consagración de la primavera, su estilo había cambiado notablemente y con una rapidez impresionante, y por lo tanto, si hubiese continuado la partitura directamente en el segundo acto, la ópera habría carecido de homogeneidad. Pero, por otro lado, tampoco quería escribirla otra vez entera.
Después de un poco de tiempo, se dejó persuadir y completó, en el transcurso de un año, el acto segundo y el tercero, dejando intacto el primero. Cuando estuvo terminada, el compositor ruso supo que mientras tanto el Teatro Libre había cerrado. Quiso entonces que Diáguilev incluyera El ruiseñor en el repertorio de los Ballets Rusos. El empresario estaba, de hecho, montando El gallo de oro, de Rimski-Kórsakov. La primera representación de la ópera fue el 26 de mayo de 1914 en el Théâtre National de l'Opéra en París, en una producción de Diáguilev, con los cantantes en el foso y sus papeles haciendo mimo y bailando en escena. 
Más tarde, Stravinski preparó un poema sinfónico, Le chant du rossignol (La canción del ruiseñor), usando música de la ópera, en 1917, como una obra de concierto separada. Posteriormente, Stravinski se apartó de grandes producciones para concentrarse en música de cámara y en el piano. 
El ruiseñor se representa poco; en las estadísticas de Operabase  aparece la n.º 227 de las óperas representadas en 2005-2010, siendo la 19.ª en Rusia y la segunda de Stravinski, con 11 representaciones en el período.

## Personajes
| Personaje                                    | Tesitura              | Reparto del estreno, 26 de mayo de 1914 (Director: Pierre Monteux) |
| -------------------------------------------- | --------------------- | ------------------------------------------------------------------ |
| Ruiseñor (Соловей)                           | soprano de coloratura | Aurelia Dobrovolska                                                |
| Pescador (Рыбак)                             | tenor                 | Aleksandr Varfoloméiev                                             |
| Cocinera (Кухарочка)                         | soprano               | Maria Brian                                                        |
| Emperador de China (Китайский император)     | bajo                  | Piotr Pável Andréiev                                               |
| Chambelán (Камергер)                         | bajo                  | Aleksandr Belianin                                                 |
| Bonzo (Бонза)                                | bajo                  | Nikolái Guliáiev                                                   |
| Muerte (Смерть)                              | contralto             | Elisabeth Petrenko                                                 |
| Primer embajador japonés (Японский посол 1)  | soprano               | Mamsina                                                            |
| Segundo embajador japonés (Японский посол 2) | bajo                  | Vasili Saránov                                                     |
| Tercer embajador japonés (Японский посол 3)  | tenor                 | Fiódor Ernst                                                       |

## Sinopsis

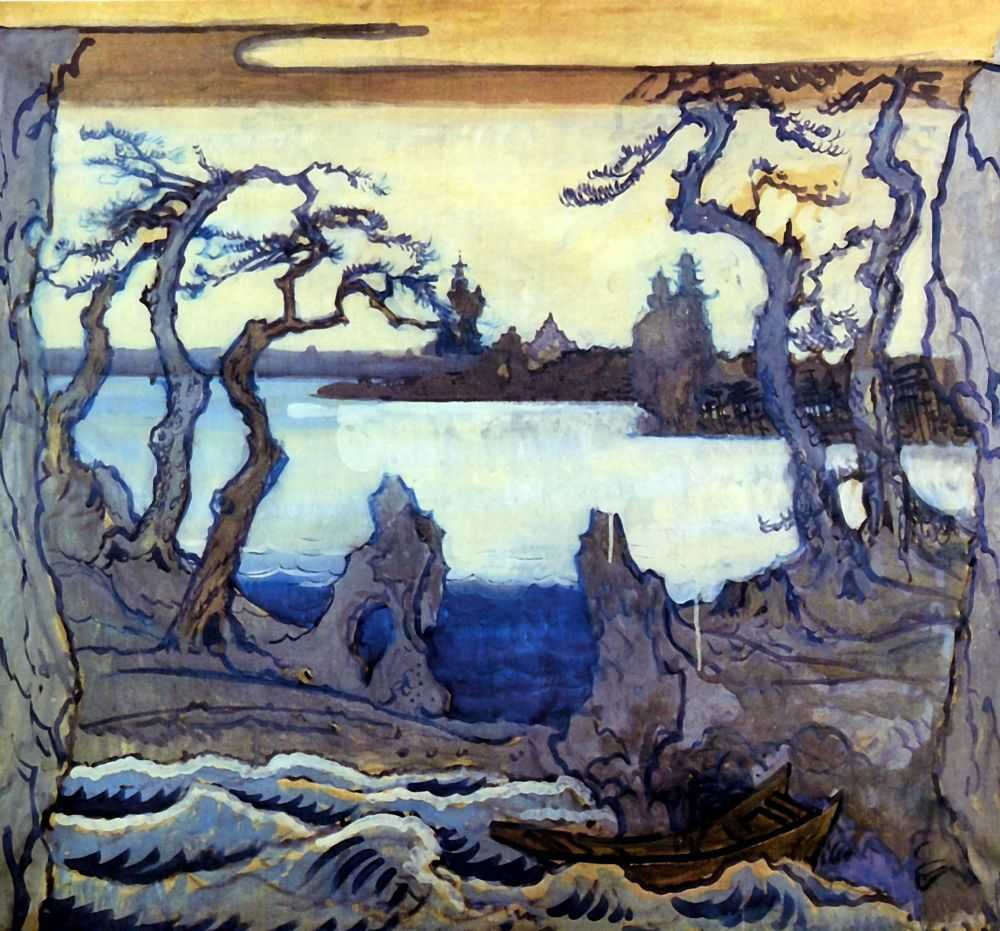
Diseño escénico de Alexandre Benois.

El lugar es la antigua China.  El pescador (tenor) actúa como un comentarista de los acontecimientos de la historia.

### Acto I
A orillas del mar, justo antes de que amanezca, un pescador oye la canción del ruiseñor, que le hace olvidar sus preocupaciones. La cocinera (soprano) ha traído oficiales de la corte del emperador a oír al ruiseñor (soprano), hablando de la belleza de su canto. Sin embargo, el ruiseñor no está en ningún sitio que se le pueda oír. El chambelán de la corte (barítono) promete a la cocinera un cargo como cocinera particular del emperador, si ella puede encontrar al ruiseñor. Al final el ruiseñor aparece, y recibe una invitación de la cocinera y del chambelán para cantar ante el emperador. El ruiseñor acepta la invitación, pero dice que la canción más dulce es en el bosque.  

### Acto II
Los cortesanos adornan el palacio con linternas anticipándose al canto del ruiseñor. La cocinera habla a los cortesanos del ruiseñor, que es pequeño, gris y virtualmente invisible, pero que su canto hace llorar a los oyentes. Una procesión anuncia la llegada del emperador, y el emperador (bajo-barítono) manda al ruiseñor que cante. El canto afecta al emperador profundamente, y ofrece al ave el premio de una zapatilla dorada para llevar alrededor de su cuello. Más tarde, tres embajadores japoneses ofrecen al emperador un ruiseñor mecánico, que empieza a cantar. La auténtica ave se escapa volando, y el enojado emperador ordena que la destierren de su reino. Nombra al pájaro mecánico "primer cantante".

### Acto III
El emperador está enfermo y próximo a la muerte. La figura de la Muerte está en la cámara del emperador. Los fantasmas de las hazañas pasadas del emperador lo visitan. El emperador llama a los músicos de la corte, pero el auténtico ruiseñor ha reaparecido, desafiando el edicto imperial, y empieza a cantar. La muerte (contralto) oye la canción del ruiseñor y queda hondamente conmovida, y le pide que continúe. El ruiseñor se muestra conforme, con la condición de que la muerte devuelva al emperador su corona, su espada y su estandarte. La muerte consiente y poco a poco se aleja de la escena mientras el ruiseñor sigue cantando. El emperador recupera su fuerza poco a poco y, al ver al ruiseñor, le ofrece el puesto del "primer cantante" en la corte. El ruiseñor dice que está satisfecho con las lágrimas del emperador como premio, y promete cantar para él todas las noches desde el ocaso hasta el amanecer.

## Grabaciones

### Audio
| Año  | Elenco (El pescador, El ruiseñor, La cocinera, El emperador)  | Director, Teatro y orquesta                                       | Sello discográfico |
| ---- | ------------------------------------------------------------- | ----------------------------------------------------------------- | ------------------ |
| 1960 | Loren Driscoll, Reri Grist, Marina Picassi, Donald Gramm      | Ígor Stravinski, Orquesta y coro de Opéra de Washington           | Sony Classical     |
| 1992 | Ian Caley, Phyllis Bryn Julson, Felicity Palmer, Neil Howlett | Pierre Boulez, Cantantes de la BBC y Orquesta Sinfónica de la BBC | Erato              |
| 1997 | Robert Tear, Olga Trífonova, Pippa Longworth, Paul Whelan     | Robert Craft, Orquesta Filarmónica de Londres, London Voices      | Naxos              |

### Vídeo
- 2005 (DVD) - Christian Chaudet (director). Hugo Simcic, Natalie Dessay, Marie McLaughlin y Vsevolod Grivnov. Sello: Virgin Classics.